# Феррерс, Кетрин
Ке́трин Фе́ррерс (англ. Katherine Ferrers), в замужестве Ке́трин Фэ́ншоу (англ. Katherine Fanshawe; 4 мая 1634, Бейфорд, графство Хартфордшир, Королевство Англия — 13 июня 1660, Уэйр, графство Хартфордшир, Королевство Англия) — английская аристократка. Согласно популярной легенде, она была разбойницей, промышлявшей на территории графства Хартфордшир и умерла от огнестрельных ранений, полученных во время ограбления.

## Биография
Кетрин Феррерс родилась 4 мая 1634 года в Бейфорде в семье Найтона Феррерса и его жены Кетрин, урождённой Уолтерс. Феррерсы были убеждёнными протестантами и пользовались покровительством королей Генриха VIII и Эдуарда VI; последний предоставил им обширные владения в графстве Хартфордшир, включая Бейфорд, Понсборн, Агнеллс, особняк во Фламстеде и усадьбу Меркейт-Келл в Маркиате. Найтон Феррерс умер в 1640 году, вскоре за ним скончался его отец, сэр Джордж Феррерс. Брат Кэтрин, который был наследником семейных владений, умер молодым и бездетным, поэтому по королевскому указу в октябре 1640 года она была признана единственной наследницей владений своего покойного деда. В том же году её овдовевшая мать вышла замуж за сэра Саймона Фэншоу. Фэншоу были роялистами, и когда в 1642 году началась Гражданская война, отчим и мать Кетрин встали на сторону короля Карла I, который жил в то время в Оксфорде, где находилась его военная ставка. Мать Кетрин умерла зимой 1642 года, оставив восьмилетнюю дочь на попечении отчима. В 1644 году Фэншоу участвовал в битве при Марстон-Муре. Спустя два года он был взят в плен. Всё это время Кэтрин жила в доме брата отчима, Ричарда Фэншоу и его жены Энн. Затем её отправили к Элис, сестре Саймона, в Хэммертон, в графстве Хантингдоншир.
В 1643 году Комитет по борьбе с правонарушениями передал местным комиссарам списки известных роялистов, доходы которых были сохранены парламентом. Члены роялистской партии, такие, как Фэншоу потеряли свои состояния. В апреле 1648 года в Хамертоне Саймон Фэншоу выдал четырнадцатилетнюю Кетрин замуж за своего племянника шестнадцатилетнего Томаса, к которому перешёл контроль за её значительным состоянием. Многие из унаследованных ею владений были вскоре капитализированы: усадьба во Фламстеде продана в 1654 году, усадьба Меркейт-Келл с прилегающими фермами — сдана в аренду. После смерти Кромвеля в 1658 году монархия была восстановлена. Томас Фэншоу принял участие в восстании Бута, пресвитерианском мятеже на севере Англии, за что в сентябре 1659 года был заключён в Тауэр, где пробыл до февраля 1660 года. Карл II вошёл в Лондон в мае того же года. В том же месяце Кетрин переехала в дом на Стрэнде, где вскоре умерла в середине июня. Она была похоронена в церкви Святой Марии в Уэйре 13 июня 1660 года.
Семейная хроника, написанная Гербертом Фэншоу в 1927 году, которая в значительной степени опирается на мемуары Энн — жены Ричарда Фэншоу, содержит следующую запись о Кетрин: «Возможно, её смерть произошла при рождении ребенка. В приходской книге церкви Святого Лаврентия в Уэйре сохранилась запись о смерти 22 ноября того же года девочки Мэри Фэншоу, дочери сэра Томаса Фэншоу». Вероятно, это был пятимесячный ребёнок Кетрин.
Со смертью Кетрин род Феррерс угас. Спустя год, после смерти жены, Томас Фэншоу распродал большую часть семейной собственности Феррерсов, которая первоначально была предоставлена предкам Кэтрин Эдуардом VI. В своём дневнике мемуарист Сэмюэл Пипс описал Томаса, как «остроумного, но негодяя, без копейки денег в кошельке». Томас женился в 1665 году. Во втором браке с Сарой, которая была дочерью сэра Джона Эвелина и вдовой сэра Джона Врея, у него родились четверо детей.

## Легендарная разбойница
Согласно популярной легенде, часто рассказываемой с акцентом на появлениях призрака Кетрин Феррерс, она промышляла разбоем на местной дороге в отсутствие мужа, чтобы поправить своё ухудшившееся материальное положение. В то время многие разбойники были сторонниками роялистов, лишённые домов, поместий или доходов. Им оставалось зарабатывать на жизнь единственно возможным способом — грабежом. Поэтому любезный грабитель на дороге мог оказаться одним из этих благовоспитанных джентльменов. Не все разбойники были благородного происхождения, как французский аристократ Клод Дюваль или Джеймс Маклейн, который был вторым сыном министра, но это романтизированное изображение распространилось и на грабителей из простолюдин, таких, как сообщник Маклейна Уильям Планкетт, Ричард Фергюсон, Джордж Лион, Том Кинг, Джон Невисон и Джон Ранн. Возможно, что Кетрин Феррерс также занималась разбоем, но тому нет никаких документальных доказательств, как и тому, что её легендарный сообщник «Ральф Чаплин» когда-либо существовал. Предполагалось, что он был пойман и казнён на Финчли-Коммон либо в ночь её смерти, либо вскоре после этого.
Неизвестные обстоятельства ранней смерти Кетрин привели к спекуляциям на эту тему. Постоянные слухи о том, что она была застрелена как разбойница на дороге Номэнсленд-Коммон в Уитхампстеде и умерла от ран, пытаясь добраться до тайного убежища в Маркайт-Келл. Предположительно, её тело было обнаружено в мужской одежде, прежде чем слуги опознали личность аристократки и принесли труп домой, чтобы затем похоронить. Маркайт-Келл был построен на месте бенедиктинского монастыря XII века и получил своё название от кельи, которая принадлежала монастырю. В 1540 году келья была перестроена в роскошный усадебный дом. В 1908 году усадьба была восстановлена после пожара. Когда в 1880-х годах в Маркайт-Келл секретная комната была обнаружена рабочими за ложной стенкой рядом с дымовой трубой, это подарило новую жизнь легенде. Тем не менее, в истории о разбойнице есть серьёзная лакуна, так как нет записей о том, что Кетрин когда-либо жила в Маркайт-Келл, поскольку усадьба эта была сдана в аренду после смерти её отца. Имущество аристократки в окрестностях Номэнсленд-Коммон было продано пятью годами ранее.
Помимо ограбления, список преступлений, совершённых в округе и приписываемых Кетрин, значительно вырос; в него вошли поджог домов, убой скота, даже убийство констебля или другого представителя закона. Большая часть предполагаемой деятельности разбойницы может быть возложена на группы разбойников и беспорядки, связанные с гражданской войной, и нет никаких подтверждений относительно того, прекратились ли преступления в округе после смерти Кетрин.
В своей «Истории Хартфордшира», написанной 1870—1881 годах, Дж. Э. Куссенс предположил, что прозвище «злодейка» было приписано Кетрин Феррерс после смерти не из-за преступных действий со стороны аристократки, а из-за путаницы со «злым» лордом Феррерсом, который не был связан с ней. Последний был членом Палаты лордов, казнённым в Тайберне за убийство своего слуги в 1760 году, через сто лет после смерти Кетрин. Куссенс отмечает, что нет никаких упоминаний о преступной карьере и неблагочестивой смерти Кетрин в разных научных источниках.

## В культуре
Популярный роман Магдален Кинг-Холл «Жизнь и смерть злой леди Скелтон» (1944) был написан по мотивам жизни Кетрин Феррерс. Фильм-версия 1945 года с Маргарет Локвуд в главной роли и Джеймсом Мэйсоном в роли Ральфа Чаплина, альтер эго Джерри Джексона, побил все британские кассовые сборы того времени. Фильм был переснят в 1983 году с Фэй Данауэй и Аланом Бейтсом в соответствующих ролях. Роман Деборы Свифт «Тень на дороге» (2014) также основан на истории жизни Кетрин. В 2015 году Кетрин Клементс издала «Серебряное сердце», книгу о Кетрин Феррерс.